# 42 (Doctor Who)
"42" é o sétimo episódio da terceira temporada da série de ficção científica britânica Doctor Who, transmitido originalmente através da BBC One em 19 de maio de 2007. Foi escrito por Chris Chibnall e dirigido por Graeme Harper. Chibnall eventualmente seria o showrunner e escritor principal da série entre 2018 e 2022.
No episódio, o alienígena viajante do tempo conhecido como o Doutor (David Tennant) e sua acompanhante Martha Jones (Freema Agyeman) são separados da TARDIS e enfrentam uma corrida contra o tempo enquanto eles e a tripulação da nave desativada SS Pentallion tentam escapar antes que ela caia em uma estrela próxima e são perseguidos por uma entidade misteriosa que vagueia pela nave.
De acordo com os números da BARB, o episódio foi visto por 7,41 milhões de telespectadores e foi a terceira transmissão mais popular na televisão britânica naquela semana sem ser uma soap opera.

## Enredo

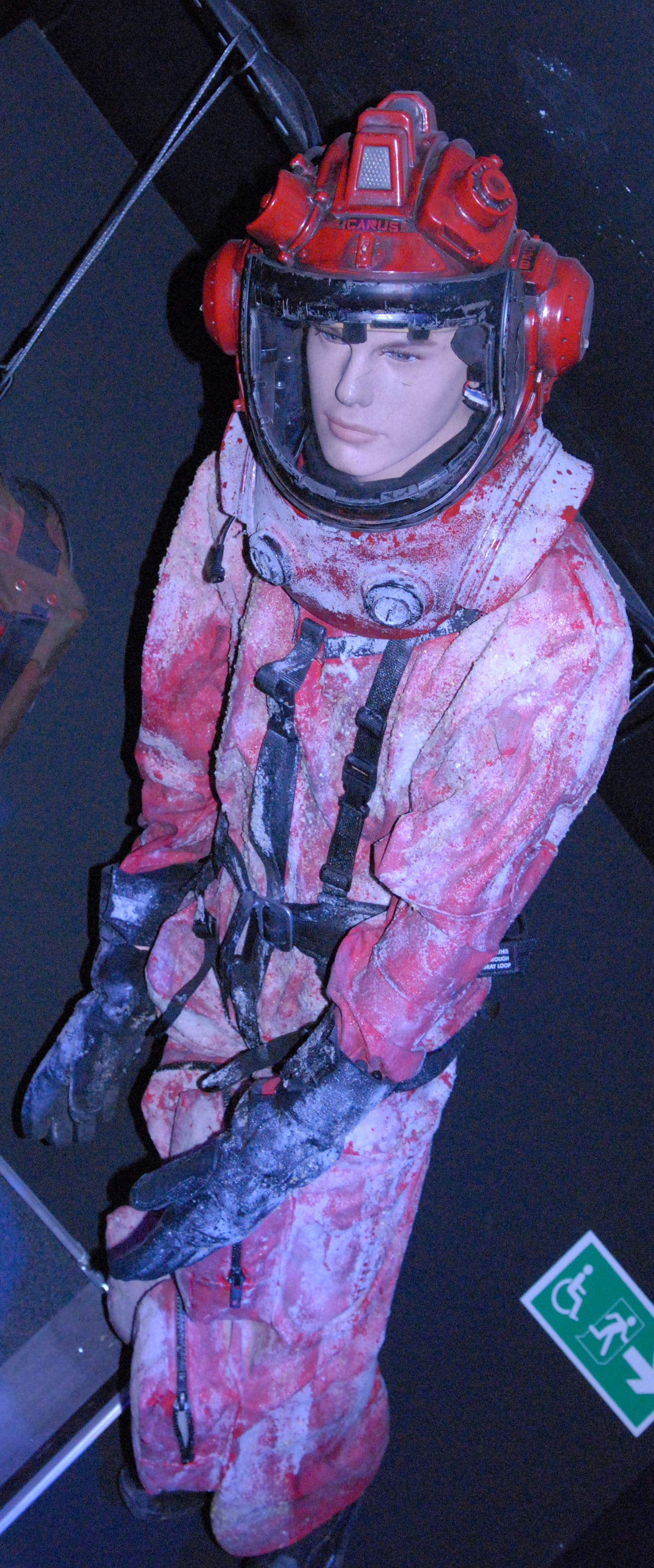
O traje espacial usado pelo Doutor no episódio, conforme visto na Doctor Who Experience

O Doutor e Martha recebem um sinal de socorro da SS Pentallian, uma nave espacial humana que está indo de encontro à estrela do sistema Torajii. O Doutor pousa a TARDIS nela para ajudar, mas depois de chegar, eles são separados da máquina pelas temperaturas crescentes na nave. Os motores falharam e eles têm apenas 42 minutos antes que a nave caia na estrela. Eles precisam alcançar os controles principais na ponte, mas se encontram separados deles por trinta portas seladas com uma trava de segurança, cada uma codificada por senha, que são perguntas criadas pelos membros da tripulação. Martha se junta a Riley, um dos tripulantes, para abrir caminho pelas portas, enquanto o Doutor ajuda a equipe de engenharia a tentar consertar os motores. Martha usa seu celular modificado para ligar para sua mãe Francine na Terra para responder a uma das perguntas, que em resposta questiona sobre o Doutor, o que Martha ignora.
Um dos tripulantes, o marido da Capitã McDonnell, Korwin, foi infectado com algo o que fez sua temperatura corporal subir a níveis muito altos. Eles tentam seda-lo enquanto continuam os reparos, mas Korwin escapa. Ele veste uma máscara de solda e começa a matar os tripulantes antes de infectar um homem chamado Ashton. Enquanto Martha e Riley continuam a trabalhar através das portas, eles encontram Ashton e se abrigam em uma cápsula de fuga próxima, que Ashton lança no espaço. McDonnell o congela até a morte em uma câmara de estase, enquanto o Doutor ativa um controle magnético que recupera a cápsula. No processo, ele é infectado pela estrela e descobre que ela é na verdade um ser vivo e que a tripulação extraiu ilegalmente o coração dela para usar como combustível, e agora ela está tentando recuperar suas partes perdidas. Martha coloca o Doutor na câmara de estase para salvá-lo da infecção, mas Korwin aparece e a desativa. O Doutor insiste que Martha o deixe e avisa a tripulação para despejar o combustível, o que deve permitir que eles escapem.
Martha transmite a mensagem do Doutor para a tripulação. McDonnell encontra Korwin e pede desculpas a todos antes de lançar Korwin e ela mesma para fora da câmara de descompressão. A nave libera seu combustível e os motores reiniciam, permitindo que eles se afastem da estrela. Depois que Martha liga para Francine novamente, uma mulher que estava monitorando o telefone dela o confisca e vai embora.